# Comédie érotique italienne
 Pour plus de détails, voir le corps de l'article.
 (juin 2024).
Si vous disposez d'ouvrages ou d'articles de référence ou si vous connaissez des sites web de qualité traitant du thème abordé ici, merci de compléter l'article en donnant les références utiles à sa vérifiabilité et en les liant à la section « Notes et références ».
La comédie érotique italienne (commedia sexy all'italiana) est un sous-genre du cinéma italien qui se situe au carrefour entre la comédie humoristique paillarde et le film érotique, et dont l'âge d'or se situe dans les années 1970.

## Caractéristiques du genre
La comédie érotique à l'italienne suit une trame scénaristique simple plus ou moins répétitive : un protagoniste masculin, généralement maladroit et idiot (souvent incarné par des acteurs comme Alvaro Vitali, Lino Banfi ou Renzo Montagnani), tente d'attirer l'attention et d'obtenir les faveurs de l'héroïne, qui est invariablement une femme à moitié dénudée (comme Edwige Fenech, Serena Grandi, Carmen Russo ou encore Laura Antonelli). L'action se déroule souvent dans des casernes militaires, des écoles ou des hôpitaux.
Le nom des mêmes réalisateurs reviennent souvent et ils collaborent parfois dans les différentes productions : Michele Massimo Tarantini, Nando Cicero, Mariano Laurenti, Giuliano Carnimeo.
La majorité de ces films ont connu plusieurs vies, sous différentes étiquettes : La Toubib, La Prof, La Flic, La Lycéenne ou L'infirmière. Puis, plus tard, l'intérêt se tourne vers Alvaro Vitali et les mêmes productions sont retitrées pour les relancer dans le marché sous le label du « Con ». Ainsi, par exemple, La Toubib du régiment (Nando Cicero, 1976) fut relancé, quelques années plus tard, sous le titre Le Con et La Toubib en délire ; La Toubib aux grandes manœuvres (Nando Cicero, 1977) est devenu Le Con et La Toubib aux grandes manœuvres, et ainsi de suite.

## Filmographie partielle

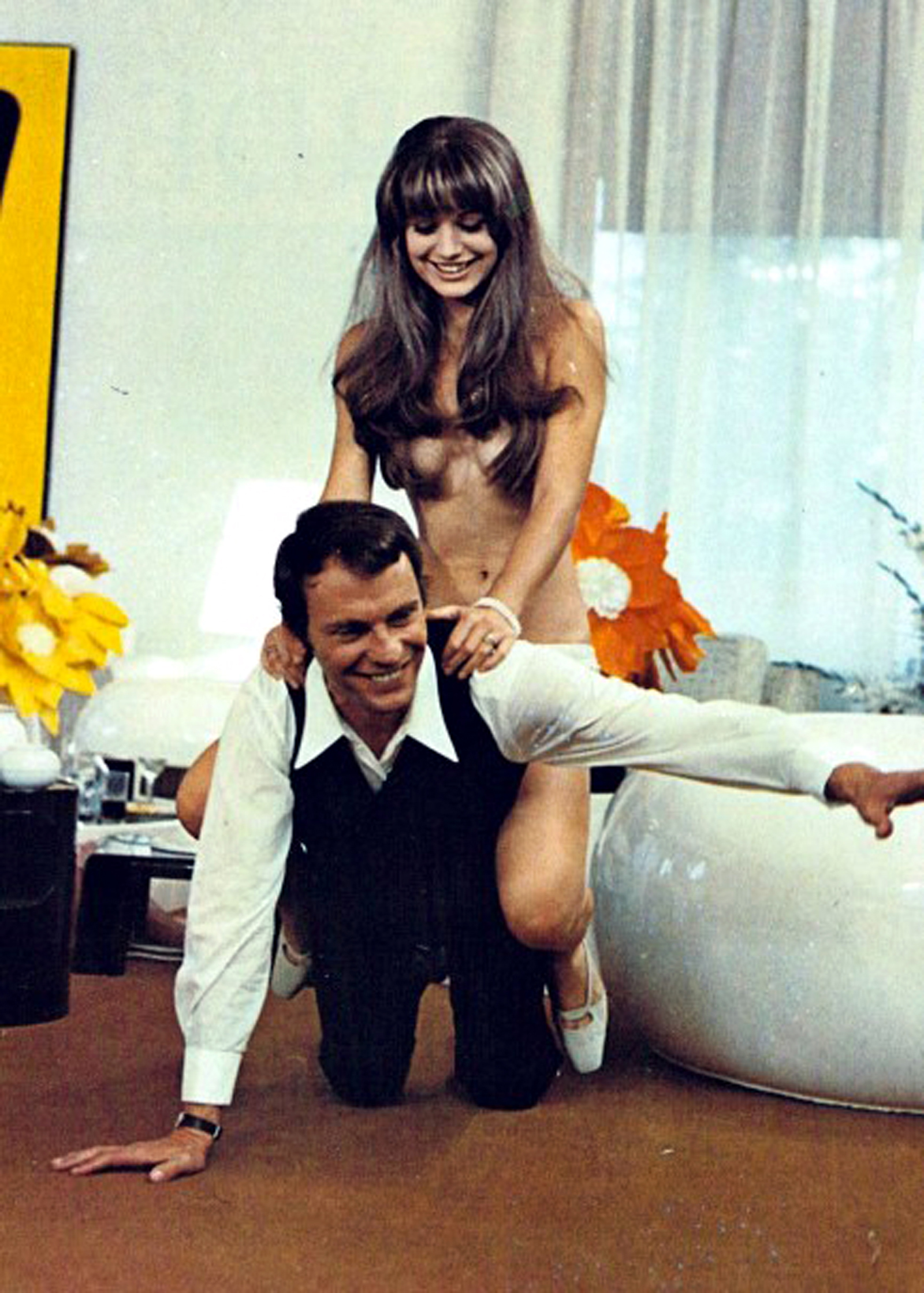
Jean-Louis Trintignant et Catherine Spaak dans L'Amour à cheval.

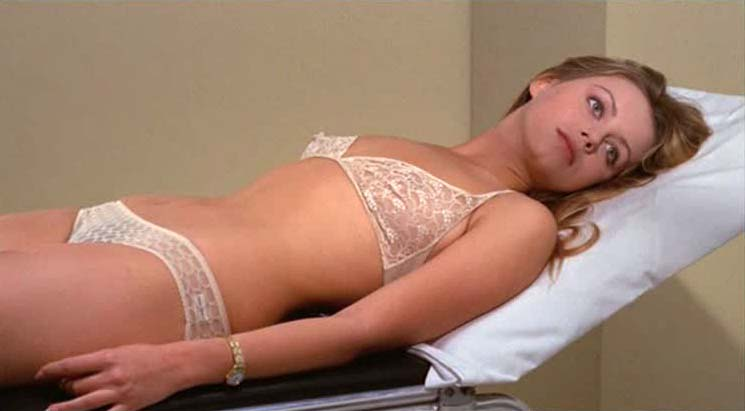
Gloria Guida dans Les Polissonnes excitées.

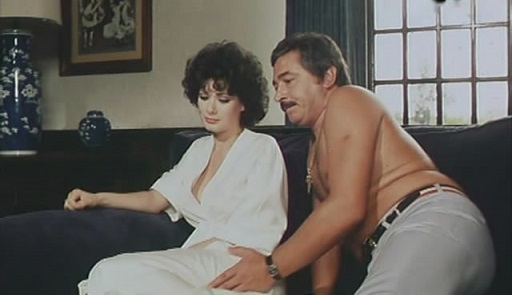
Edwige Fenech et Renzo Montagnani dans Marche pas sur ma virginité.

### Années 1960
- 1966 : Les Ogresses
- 1968 : L'Amour à cheval (La matriarca) de Pasquale Festa Campanile

### Années 1970
- 1970 : Quand les femmes avaient une queue (Quando le donne persero la coda) de Pasquale Festa Campanile
- 1971 : Ma femme est un violon (Il merlo maschio) de Pasquale Festa Campanile
- 1972 : Les Mille et Une Nuits érotiques (Finalmente... le mille e una notte) d'Antonio Margheriti
- 1972 : La toubib se recycle (Taxi Girl) de Michele Massimo Tarantini
- 1973 : Malicia (Malizia) de Salvatore Samperi
- 1973 : Sexe fou (Sessomatto) de Dino Risi
- 1974 : Les Polissonnes excitées (La minorenne) de Silvio Amadio
- 1975 : À nous les lycéennes (La liceale) de Michele Massimo Tarantini
- 1975 : La prof donne des leçons particulières (L'insegnante) de Nando Cicero
- 1975 : Si douce, si perverse (Peccati di gioventù) de Silvio Amadio
- 1975 : Marche pas sur ma virginité (La moglie vergine) de Marino Girolami
- 1976 : La Flic chez les poulets (La poliziotta fa carriera) de Michele Massimo Tarantini
- 1976 : La Prof du bahut (La professoressa di scienze naturali) de Michele Massimo Tarantini
- 1976 : Sexycon (40 gradi all'ombra del lenzuolo) de Sergio Martino
- 1976 : Ma copine de la fac (La compagna di banco) de Mariano Laurenti
- 1976 : Une Suédoise sans culotte (La nipote del prete) de Sergio Grieco
- 1976 : La Toubib du régiment (La dottoressa del distretto militare, Le Con et La Toubib en délire) de Nando Cicero
- 1976 : La Prof et les Farceurs de l'école mixte (Classe mista) de Mariano Laurenti
- 1976 : Les lycéennes redoublent (La liceale nella classe dei ripetenti) de Mariano Laurenti
- 1977 : La Toubib aux grandes manœuvres (it) (La soldatessa alla visita militare, Le Con et La Toubib aux grandes manœuvres) de Nando Cicero
- 1977 : Messaline, impératrice et putain (Messalina, Messalina!) de Bruno Corbucci
- 1978 : La prof connaît la musique (L'insegnante viene a casa) de Michele Massimo Tarantini
- 1978 : La Prof et les Cancres (L'insegnante va in collegio) de Mariano Laurenti
- 1978 : La Championne du collège (L'insegnante balla... con tutta la classe, Le Con et La Championne du collège) de Giuliano Carnimeo
- 1979 : L'Infirmière de nuit (L'infermiera di notte) de Mariano Laurenti
- 1979 : L'Infirmière du régiment (L'infermiera nella corsia dei militari, L'Infirmière de l'hosto du régiment) de Mariano Laurenti
- 1979 : La lycéenne est dans les vaps (La liceale, il diavolo e l'acquasanta) de Nando Cicero
- 1979 : La Flic à la police des mœurs (La poliziotta della squadra del buon costume) de Michele Massimo Tarantini
- 1979 : Samedi, dimanche, vendredi (Sabato, domenica e venerdì) de Sergio Martino, Pasquale Festa Campanile, Castellano et Pipolo

### Années 1980
- 1980 : Trois dans un lit (Tre sotto il lenzuolo) de Michele Massimo Tarantini
- 1980 : L’infirmière a le bistouri facile (La dottoressa ci sta col colonnello) de Michele Massimo Tarantini
- 1980 : La lycéenne séduit ses professeurs (La liceale seduce i professori) de Mariano Laurenti
- 1980 : Les Zizis baladeurs (La moglie in vacanza... l'amante in città) de Sergio Martino
- 1980 : La baigneuse fait des vagues (L'insegnante al mare con tutta la classe) de Michele Massimo Tarantini
- 1981 : Le Cancre du bahut (Pierino contro tutti, Le cancre du bahut) de Luciano Martino
- 1981 : Reste avec nous, on s'tire (La poliziotta a New York) de Michele Massimo Tarantini
- 1981 : Croissants à la crème (Cornetti alla crema) de Sergio Martino
- 1981 : La Zézette plaît aux marins (La dottoressa preferisce i marinai) de Michele Massimo Tarantini
- 1981 : La Vamp du bahut (Mia moglie torna a scuola) de Giuliano Carnimeo
- 1981 : Et mon cul, c'est du poulet ? (I carabbinieri) de Galliano Juso
- 1981 : La moglie in bianco... l'amante al pepe (it) de Michele Massimo Tarantini
- 1981 : La Prof d'éducation sexuelle (it) (L'onorevole con l'amante sotto il letto) de Mariano Laurenti
- 1981 : Pierino, médecin de la Sécurité sociale (Pierino medico della SAUB) de Giuliano Carnimeo
- 1981 : Spaghetti a mezzanotte de Sergio Martino
- 1981 : Une fille vachement sympa (Tutta da scoprire) de Giuliano Carnimeo
- 1982 : Adorables infidèles (it) (Giovani, belle... probabilmente ricche) de Michele Massimo Tarantini
- 1982 : Pierino colpisce ancora (it) de Marino Girolami
- 1982 : Vai avanti tu che mi vien da ridere (it) de Sergio Martino
- 1987 : Les Exploits d'un jeune Don Juan de Gianfranco Mingozzi